# جذبه (عرفان)
جَذَبه تقرب به حق و ادراك حقيقت در حالات صوفیانه است.
راه‌سپردن و طي طريق در مسير فهم و درک آنچه صوفیان حق می‌نامند، مراحل مختلفی دارد كه طي اين منازل و مراتب بدون سختي و كوشش، جذبه است. جذبه یا جذب، کشش حق است. در صورتی که سلوک کوشش است.

## دیدگاه‌ها
عزیز الدین نسفی می‌فرماید: «صوفیه سه چیز را به‌غایت اعتبار کنند: اول جذب؛ دوم سلوک؛ و سوم عروج.
جذب کشش است؛ سلوک کوشش است و عروج بخشش.»
انسانی که جذبه حق او را فرا گیرد را اهل عرفان، مجذوبان حق یا محبوبان حق می‌نامند.
تمامی پیغمبران الهی مجذوب حق بوده‌اند و بی واسطه دریافت کننده فیض حق شده‌اند.
نظریه صوفیه و عرفا دربارهٔ جذبه:
- محمد لاهیجی: جذبه عبارت است از نزدیک گردانیدن حق مر بنده را به محض عنایت ازلیّت و مهیّا ساختن آنچه در طیّ منازل بنده به آن محتاج باشد بی آنکه زحمتی و کوششی از جانب بنده در میان باشد و طریقه جذبه راه انبیاء و اولیاء است.[۱]
- شیخ محمود شبستری، گلشن راز:[۲]

- شیخ بهایی:[۳]

- شاه نعمت‌الله ولی:[۴]

جذبه تقرب عبد است به حضرت حق به مقتضی عنایت الهیه و مهیا گردانیدن مجموع مایحتاج بنده در طی منازل و قطع مراحل بی کلفت و سعی او.